# Vozilo na fleksibilno gorivo
Vozilo na fleksibilno gorivo je vozilo na alternativni pogon čiji motor s unutarnjim izgaranjem je višegorivni. Može voziti na više vrsta goriva, obično benzin pomiješan s etanolskim ili gorivnim metanolom. Oba su goriva spremljena u istom spremniku za gorivo. U suvremenim vozilima višegorivni motor može izgarati bilo koji omjer raznih goriva u komori za izgaranje, jer je ubrizgavanje goriva tempiranje paljenja svjećica su automatski prilagođeni smjesi, zahvaljujući senzoru koji prati sastav goriva. 
Najviše je ovakvih vozila među automobilima, motorkotačima i lakim gospodarskim vozilima (light commercial vehicle).
Najpoznatiji je primjer takvog vozila Ford T koji je mogao voziti na benzin, etanol te na mješavinu ovih dvaju goriva.
Vozila na fleksibilno gorivo ne valja miješati s dvogorivnim vozilima čija se dva goriva čuvaju u dva posebna odvojena spremnika, a motor u jednom trenutku radi na samo jedno gorivo, primjerice komprimirani prirodni plin, ukapljeni naftni plin ili vodik. 
Koncem naftne krize 1970-ih, u Brazilu se prodavao bioetanol kao gorivo. Početno su benzinski motori bili modificirani radi smanjenje problema nastalih nepravilnim izgaranjem etanola. Sustav današnjih motora "Flex Fuel" izumio je talijanski proizvođač Magneti Marelli, podružnica FIAT-ove grupe, za potrebe brazilskog tržišta. 1990-ih je tehnologiju današnjih motora na fleksibilno govorivo proučavao Magneti Marelli, radi omogućavanja motorima koji voze na ovo gorivo, povećati u stvarnom vremenu koji je posotak bioetanola u mješavini etanola i benzina. U osnovici, jedinica za kontrolu motoraispravlja rasplinjavanje prema mapiranim vrijednostima za favorirati izgaranje. Ovi motor također prihvaćaju određeni udio kondenzata prirodnog plina, koji se poznat po tome što ga se koristi za denaturirati alkohol. 
Danas uobičajeni komercijalno dostupna ovakva vrsta vozila na svjetskom tržištu je etanolsko vozilo na fleksibilno gorivo. Ukupno je 48 milijuna automobila, motorkotača i lakih gospodarskih vozila proizvedeno i prodano diljem svijeta do polovine 2015. godine i većinom su koncentrirani na četiri tržišta, Brazil (29,5 milijuna do polovice 2015.), SAD (17,4 milijuna do konca 2014.), Kanada (više od 600.000), te Europa, gdje predvodi Švedska (243.100). Brazilska flota vozila uključuje i preko četiri milijuna motorkotača na fleksibilno gorivo koji su proizvedeni od 2009. do ožujka 2015. godine. Pored ovakve vrste vozila koja rade s etanolom, u Europi i SAD-u, ponajviše u Kaliforniji, uspješno su iskušani programi s metanolskim vozilima na fleksibilno gorivo, poznato kao vozila na fleksibilno gorivo M85.
U Brazilu je 2005. godine broj prodanih automobila koji voze na fleksibilno gorivo prešao broj klasičnih automobila kojie voze na benzin, zahvaljujući jamstvu koje daje alkohol: u prosjeku trošak benzina kod distributera je oko 20% viši od alkoholnog troška.
Uspjeli su pokusi s uporabom goriva serije P s vozilima na fleksibilno gorivo E85, ali prema stanju od lipnja 2008., ovo gorivo jooš nije dostupno široj javnosti. Ovi uspješni pokusi s gorivima serije P sprovedeni su na vozilima na fleksibilno gorivo, marke Ford Taurus i Dodge Caravan.
Premda postoji tehnologija koja dopušta etanolskim vozilima na fleksibilno gorivo voziti na bilo kojoj mješavini benzina i etanola, od čistog benzina do sto postotnog etanola (mješavina E100), sjevernoamerička i europska vozila na fleksibilno gorivo optimizirana su za vožnju na gorivo E85, mješavinu od 85% bezvodnog (anhidroznog) etanolskog goriva s 15% benzina. Ova gornja granica etanolova udjela postavljena je radi smanjenja etanolskih emisija pri niskim temperaturama i radi izbjegavanja hladnog pokretanja tijekom hladnog vremena, pri temperaturama nižim od 11 °C (52 °F). Alkoholni udio smanjen je tijekom zime u krajevima gdje temperature padaju ispod 0 °C (32 °F) do zimske mješavine E70 u SAD. ili do mješavine E75 u Švedskoj od studenoga do ožujka. Brazilska vozila na fleksibilno gorivo optimizirana su za vožnju na bilo koju mješavinu benzina (E20, E25 sve do 100% hidroznog etanolskog goriva (E100). Brazilska vozila na fleksibilno gorivo su s ugrađenim malim spremnikom benzina za pokretanje u hladnim ujvetima, kad temperature padnu ispod 15 °C (59 °F). Poboljšana generacija motora na fleksibilno gorivo lansirana je na tržište 2009. godine. U njoj je uklonjena poterba za drugim spremnikom goriva.